# Lịch sử hành chính Sơn La
Sơn La là một tỉnh thuộc vùng trung du và miền núi Bắc Bộ. Phía bắc giáp các tỉnh Yên Bái và Lai Châu, phía nam giáp tỉnh Thanh Hóa và các tỉnh Luang Prabang, Hủa Phăn của Lào, phía đông giáp các tỉnh Phú Thọ và Hòa Bình, phía tây giáp tỉnh Điện Biên.

## Thời phong kiến
Trước năm 1895, phần lớn đất đai tỉnh Sơn La nằm trong địa phận phủ Gia Hưng, tỉnh Hưng Hóa.

## Thời kỳ 1884 - 1945
Ngày 20 tháng 8 năm 1891, Toàn quyền Đông Dương ra nghị định thành lập Đạo quan binh IV (Đạo quan binh Sơn La), gồm địa hạt Sơn La và một số tổng của tỉnh Hưng Hóa tách sang .
Ngày 10 tháng 10 năm 1895, Toàn quyền Đông Dương ra nghị định thành lập tỉnh Vạn Bú trên phần đất của Đạo quan binh Sơn La. Tỉnh lỵ đặt ở Vạn Bú (nay là xã Tạ Bú, huyện Mường La, tỉnh Sơn La) .
Ngày 7 tháng 5 năm 1904, tỉnh lỵ được dời về Chiềng Lề (nay thuộc thành phố Sơn La), do đó đến ngày 23 tháng 4 cùng năm, Toàn quyền Đông Dương ra nghị định đổi tên tỉnh Vạn Bú thành tỉnh Sơn La. Lúc này, tỉnh Sơn La gồm các châu: Điện Biên, Lai, Mai Sơn, Mộc, Phù Yên, Quỳnh Nhai,  Sơn LaThuận, Tuần Giáo, Yên và phủ Luân Châu .
Ngày 28 tháng 6 năm 1909, Toàn quyền Đông Dương ra nghị định tách các châu Điện Biên, Lai, Quỳnh Nhai, Tuần Giáo và phủ Luân Châu để thành lập tỉnh Lai Châu. Tỉnh Sơn La lúc này còn 6 châu: Mai Sơn, Mộc, Phù Yên, Sơn La, Thuận, Yên . Từ đây đến năm 1945, ranh giới tỉnh Sơn La cơ bản được giữ ổn định.

## Thời kỳ 1954 đến nay
Năm 1962, tỉnh Sơn La được tái lập và trực thuộc Khu tự trị Tây Bắc (đổi tên từ khu tự trị Thái - Mèo), tổ chức hành chính trên địa bàn gồm thị xã Sơn La và 7 huyện: Mai Sơn, Mộc Châu, Mường La, Quỳnh Nhai, Sông Mã, Thuận Châu, Yên Châu.
Năm 1968, thành lập thị trấn nông trường Mộc Châu thuộc huyện Mộc Châu và thị trấn nông trường Tô Hiệu thuộc huyện Mai Sơn.
Năm 1975, chia tách một số xã thuộc huyện Quỳnh Nhai. Cùng năm, tỉnh Sơn La tiếp nhận thêm 2 huyện của tỉnh Nghĩa Lộ cũ là huyện Bắc Yên và huyện Phù Yên. Tỉnh Sơn La có 1 thị xã và 9 huyện.
Năm 1977, thành lập một số thị trấn thuộc các huyện Mai Sơn, Phù Yên, Sông Mã, Mộc Châu và giải thể thị trấn Vạn Yên thuộc huyện Phù Yên.
- Thành lập thị trấn Hát Lót, huyện Mai Sơn.
- Thành lập thị trấn Phù Yên, huyện Phù Yên.
- Thành lập thị trấn Sông Mã, huyện Sông Mã.
- Thành lập thị trấn nông trường Chiềng Ve, huyện Mộc Châu.

Năm 1979, chia tách một số xã thuộc các huyện Phù Yên, Mường La, Bắc Yên, Yên Châu, Sông Mã. Cùng năm, điều chỉnh địa giới các huyện Mai Sơn, Sông Mã, Mộc Châu, Yên Châu, Bắc Yên, Mường La và thị xã Sơn La.
- Thành lập xã Tân Lang, huyện Phù Yên trên cơ sở một phần xã Mường Lang.
- Thành lập xã Hua Trai, huyện Mường La trên cơ sở một phần xã Mường Trai.
- Thành lập xã Hồng Ngài, huyện Bắc Yên trên cơ sở một phần xã Phiêng Ban.
- Thành lập xã Mường Khoa, huyện Yên Châu trên cơ sở một phần xã Tạ Khoa.
- Thành lập xã Mường Cai, huyện Sông Mã trên cơ sở một phần xã Sốp Cộp, xã Chiềng Khoong, xã Mường Và và xã Mường Lạn.
- Sáp nhập toàn bộ xã Mường Sai, huyện Mai Sơn vào huyện Sông Mã.
- Sáp nhập một phần toàn bộ xã Tú Nang, xã Loóng Phiêng và  xã Chiềng Tương thuộc huyện Mộc Châu vào huyện Yên Châu.
- Sáp nhập một phần toàn bộ các xã Tạ Khoa, Mường Khoa, Chiềng Sại và Phiêng Côn thuộc huyện Yên Châu vào huyện Bắc Yên.
- Sáp nhập một phần toàn bộ xã Chiềng Sung và xã Mường Bằng, huyện Mường La vào huyện Mai Sơn.
- Sáp nhập toàn bộ các xã Chiềng An, Chiềng Xôm, Chiềng Đen, Chiềng Cọ, Chiềng Sinh, Chiềng Ngần và Hua La thuộc huyện Mường La vào thị xã Sơn La.

Năm 1980, điều chỉnh địa giới một số xã, thị trấn thuộc các huyện Mộc Châu và Mai Sơn.
- Sắp xếp một số đơn vị hành chính cấp xã thuộc Mộc Châu:
  - Sáp nhập toàn bộ xã Chờ Lồng và một phần xã Phiêng Luông vào thị trấn nông trường Mộc Châu.
  - Sáp nhập một phần xã Lóng Sập vào thị trấn nông trường Chiềng Ve.
- Sắp xếp một số đơn vị hành chính cấp xã thuộc huyện Mai Sơn:
  - Thành lập thị trấn nông trường Chiềng Sung trên cơ sở một phần xã Chiềng Sung.
  - Sáp nhập phần còn lại xã Chiềng Sung vào xã Mường Bằng.
  - Sáp nhập một phần xã Hát Lót vào thị trấn nông trường Tô Hiệu.

Năm 1986, chia tách một số xã thuộc các huyện Sông Mã và Mộc Châu.
- Thành lập xã Sam Kha, huyện Sông Mã trên cơ sở một phần xã Púng Bánh. Xã Sam Kha có diện tích tự nhiên 14.746 hécta với 1.300 nhân khẩu.
- Thành lập xã Văn Hồ, huyện Mộc Châu trên cơ sở một phần xã Loóng Luông. Xã Văn Hồ có diện tích tự nhiên 7.999 hécta với 2.190 nhân khẩu.

Năm 1988, thành lập thị trấn Yên Châu thuộc huyện Yên Châu trên cơ sở một phần xã Viêng Lán. Thị trấn Yên Châu có 126 hécta diện tích tự nhiên với 2.316 nhân khẩu.
Năm 1998, thành lập một số xã, phường thuộc thị xã Sơn La và các huyện Yên Châu, Mộc Châu, Mai Sơn.
- Thành lập phường Tô Hiệu, thị xã Sơn La trên cơ sở một phần phường Chiềng Lề. Phường Tô Hiệu có 179 ha diện tích tự nhiên và 7.060 nhân khẩu.
- Thành lập phường Quyết Tâm, thị xã Sơn La trên cơ sở một phần phường Quyết Thắng. Phường Quyết Tâm có 215 ha diện tích tự nhiên và 5.063 nhân khẩu.
- Thành lập xã Yên Sơn, huyện Yên Châu trên cơ sở một phần xã Chiềng On. Xã Yên Sơn có 4.596,2 ha diện tích tự nhiên và 3.038 nhân khẩu.
- Thành lập xã Đông Sang, huyện Mộc Châu trên cơ sở một phần xã Mường Sang. Xã Đông Sang có 4.289 ha diện tích tự nhiên và 3.530 nhân khẩu.
- Thành lập xã Tà Lai, huyện Mộc Châu trên cơ sở một phần xã Nà Mường. Xã Tà Lai có 2.730 ha diện tích tự nhiên và 2.798 nhân khẩu.
- Thành lập xã Liên Hòa, huyện Mộc Châu trên cơ sở một phần xã Song Khủa. Xã Liên Hòa có 3.372 ha diện tích tự nhiên và 2.713 nhân khẩu.
- Thành lập xã Phiêng Cằm, huyện Mai Sơn trên cơ sở một phần xã Chiềng Nơi. Xã Phiêng Cằm có 13.825,1 ha diện tích tự nhiên và 3.786 nhân khẩu.
- Thành lập xã Nà Ớt, huyện Mai Sơn trên cơ sở một phần xã Phiêng Pằn. Xã Nà Ớt có 10.650 ha diện tích tự nhiên và 2.534 nhân khẩu.

Năm 1999, giải thể các thị trấn nông trường và thành lập một số xã, thị trấn thuộc cách huyện Mai Sơn, Bắc Yên, Mộc Châu.
- Sáp nhập toàn bộ thị trấn nông trường Tô Hiệu, huyện Mai Sơn vào các xã Hát Lót, Chiềng Mung, Mường Bon, Cò Nòi và thị trấn Hát Lót.
- Thành lập xã Chiềng Sung, huyện Mai Sơn trên cơ sở toàn bộ thị trấn nông trường Chiềng Sung. Xã Chiềng Sung có 4.622 ha diện tích tự nhiên và 4.500 nhân khẩu.
- Sáp nhập toàn bộ thị trấn nông trường Chiềng Ve, huyện Mộc Châu vào xã Lóng Sập. Thành lập xã Chiềng Sơn, huyện Mộc Châu trên cơ sở một phần xã Lóng Sập. Xã Chiềng Sơn có 9.788 ha diện tích tự nhiên và 7.932 nhân khẩu. Xã Lóng Sập có 9.666 ha diện tích tự nhiên và 3.556 nhân khẩu.
- Thành lập thị trấn Bắc Yên, huyện Bắc Yên trên cơ sở một phần xã Phiêng Ban. Thị trấn Bắc Yên có 892 ha diện tích tự nhiên và 4.240 nhân khẩu.

Năm 2003, thành lập huyện Sốp Cộp; điều chỉnh địa giới huyện Quỳnh Nhai và huyện Thuận Châu.
- Thành lập huyện Sốp Cộp trên cơ sở một phần huyện Sông Mã. Huyện Sốp Cộp có 146.841 ha diện tích tự nhiên và 31.467 nhân khẩu; có 8 đơn vị hành chính trực thuộc, gồm các xã Sốp Cộp, Mường Lạn, Dồm Cang, Sam Kha, Mường Và, Mường Lèo, Púng Bánh, Nậm Lạnh.
- Sáp nhập toàn bộ các xã Mường Giàng, Chiềng Bằng, Mường Sại, Liệp Muội, Nặm Ét, Chiềng Khoang thuộc huyện Thuận Châu vào huyện Quỳnh Nhai. Huyện Quỳnh Nhai có 104.907 ha diện tích tự nhiên và 57.593 nhân khẩu, có 13 đơn vị hành chính trực thuộc gồm các xã Cà Nàng, Chiềng Khay, Mường Giôn, Mường Chiên, Pắc Ma, Pha Khinh, Chiềng Ơn, Mường Giàng, Chiềng Bằng, Mường Sại, Liệp Muội, Nặm Ét, Chiềng Khoang.

Năm 2006, thành lập các phường Chiềng An và Chiềng Sinh thuộc thị xã Sơn La.
- Thành lập phường Chiềng Sinh trên cơ sở toàn bộ xã Chiềng Sinh. Phường Chiềng Sinh có 2.269 ha diện tích tự nhiên và 11.163 nhân khẩu.
- Thành lập phường Chiềng An trên cơ sở toàn bộ xã Chiềng An. Phường Chiềng An có 2.262,50 ha diện tích tự nhiên và 4.951 nhân khẩu.

Năm 2007, điều chỉnh và thành lập một số xã, thị trấn thuộc các huyện Mường La, Thuận Châu, Mộc Châu.
- Thành lập thị trấn Ít Ong, huyện Mường La trên cơ sở một phần xã Ít Ong, xã Tạ Bú, xã Nậm Păm, huyện Mường La và xã Liệp Tè, huyện Thuận Châu. Thị trấn Ít Ong có 3.485 ha diện tích tự nhiên và 16.153 nhân khẩu.
- Sáp nhập một phần xã Ít Ong, huyện Mường La vào xã Nậm Păm. Xã Nậm Păm có 9.561,2 ha diện tích tự nhiên và 4.221 nhân khẩu.
- Sáp nhập phần còn lại xã Ít Ong, huyện Mường La vào xã Pi Toong. Xã Pi Toong có 5.005,8 ha diện tích tự nhiên và 5.724 nhân khẩu.
- Thành lập xã Chiềng Xuân, huyện Mộc Châu trên cơ sở một phần xã Xuân Nha. Xã Chiềng Xuân có 8.695,5 ha diện tích tự nhiên và 2.367 nhân khẩu.
- Thành lập xã Tân Xuân, huyện Mộc Châu trên cơ sở một phần xã Xuân Nha. Xã Tân Xuân có 15.819,3 ha diện tích tự nhiên và 3.417 nhân khẩu.

Năm 2008, thành lập một số xã thuộc các huyện Mai Sơn và Bắc Yên. Cùng năm, thành lập thành phố Sơn La.
- Thành lập xã Nà Bó, huyện Mai Sơn trên cơ sở một phần xã Hát Lót và xã Tà Hộc. Xã Nà Bó có 6.382,13 ha diện tích tự nhiên và 6.323 nhân khẩu.
- Thành lập xã Háng Đồng, huyện Bắc Yên trên cơ sở một phần xã Tà Xùa. Xã Háng Đồng có 13.108 ha diện tích tự nhiên và 2.017 nhân khẩu.
- Thành lập xã Hua Nhàn, huyện Bắc Yên trên cơ sở một phần xã Tạ Khoa và xã Mường Khoa. Xa Hua Nhàn có 5.857 ha diện tích tự nhiên và 3.057 nhân khẩu.
- Thành lập thành phố Sơn La trên cơ sở toàn bộ thị xã Sơn La. Thành phố Sơn La có diện tích tự nhiên 32.493 ha và 107.282 nhân khẩu, có 12 đơn vị hành chính, gồm các phường: Tô Hiệu, Chiềng Lề, Quyết Thắng, Quyết Tâm, Chiềng An, Chiềng Sinh và các xã: Chiềng Cơi, Chiềng Cọ, Chiềng Đen, Chiềng Xôm, Chiềng Ngần, Hua La.

Năm 2010, thành lập phường Chiềng Cơi thuộc thành phố Sơn La trên cơ sở toàn bộ xã Chiềng Cơi. Phường Chiềng Cơi có 1.121,3 ha diện tích tự nhiên và 4.951 nhân khẩu.
Năm 2011, điều chỉnh và thành lập một số xã thuộc huyện Quỳnh Nhai.
- Sáp nhập toàn bộ xã Liệp Muội vào xã Chiềng Bằng và xã Nậm Ét. Xã Nậm Ét có 7.110,75 ha diện tích tự nhiên và 4.110 nhân khẩu.
- Sáp nhập một phần xã Mường Sại vào xã Chiềng Bằng. Xã Chiềng Bằng có 4.408,05 ha diện tích tự nhiên và 4.569 nhân khẩu.
- Sáp nhập một phần xã Chiềng Ơn vào xã Mường Giàng. Xã Mường Giàng có 6.432,4 ha diện tích tự nhiên và 9.781 nhân khẩu.
- Thành lập xã Pá Ma Pha Khinh trên cơ sở toàn bộ xã Pắc Ma và xã Pha Khinh. Xã Pá Ma Pha Khinh có 10.492 ha diện tích tự nhiên và 3.082 nhân khẩu.

Năm 2013, thành lập huyện Vân Hồ trên cơ sở một phần huyện Mộc Châu. Huyện Vân Hồ có 97.984 ha diện tích tự nhiên và 55.797 nhân khẩu; có 14 xã: Chiềng Khoa, Chiềng Xuân, Chiềng Yên, Liên Hòa, Lóng Luông, Mường Men, Mường Tè, Quang Minh, Song Khủa, Suối Bàng, Tân Xuân, Tô Múa, Vân Hồ, Xuân Nha.
Năm 2024, thành lập thị xã Mộc Châu trên cơ sở toàn bộ diện tích tự nhiên và dân số của huyện Mộc Châu; hợp nhất và thành lập một số xã, thị trấn thuộc các huyện Thuận Châu, Phù Yên, Yên Châu, Sông Mã, Quỳnh Nhai.
- Thành lập thị xã Mộc Châu
  - Thành lập thị xã Mộc Châu trên cơ sở toàn bộ huyện Mộc Châu.
  - Thành lập các đơn vị hành chính cấp xã thuộc thị xã Mộc Châu:
    - Thành lập phường Mộc Lỵ trên cơ sở một phần thị trấn Mộc Châu. Phường Mộc Lỵ có 7,03 km2 diện tích tự nhiên và quy mô dân số 8.546 người.
    - Thành lập phường Mộc Sơn trên cơ sở phần còn lại của thị trấn Mộc Châu. Phường Mộc Sơn có 7,22 km2 diện tích tự nhiên và quy mô dân số 10.337 người.
    - Thành lập phường Bình Minh trên cơ sở một phần thị trấn nông trường Mộc Châu. Phường Bình Minh có 16,85 km2 diện tích tự nhiên và quy mô dân số 8.667 người.
    - Thành lập phường Thảo Nguyên trên cơ sở một phần thị trấn nông trường Mộc Châu. Phường Thảo Nguyên có 17,02 km2 diện tích tự nhiên và quy mô dân số 14.803 người.
    - Thành lập phường Cờ Đỏ trên cơ sở một phần thị trấn nông trường Mộc Châu. Phường Cờ Đỏ có 36,07 km2 diện tích tự nhiên và quy mô dân số 10.030 người.
    - Thành lập phường Vân Sơn trên cơ sở một phần thị trấn nông trường Mộc Châu và xã Phiêng Luông. Phường Vân Sơn có 22,76 km2 diện tích tự nhiên và quy mô dân số 10.354 người.
    - Thành lập phường Đông Sang trên cơ sở một phần xã Đông Sang. Phường Đông Sang có 30,66 km2 diện tích tự nhiên và quy mô dân số 9.288 người.
    - Thành lập phường Mường Sang trên cơ sở một phần xã Mường Sang. Phường Mường Sang có 20,66 km2 diện tích tự nhiên và quy mô dân số 11.495 người.
    - Thành lập xã Chiềng Chung trên cơ sở toàn bộ xã Hua Păng, một phần thị trấn Nông trường Mộc Châu và phần còn lại của xã Phiêng Luông. Xã Chiềng Chung có 97,65 km2 diện tích tự nhiên và quy mô dân số 5.209 người.
    - Thành lập xã Tân Yên trên cơ sở toàn bộ xã Tân Lập và xã Tân Hợp. Xã Tân Yên có 192,79 km2 diện tích tự nhiên và quy mô dân số 18.410 người.
    - Thành lập xã Đoàn Kết trên cơ sở toàn bộ xã Quy Hương, xã Nà Mường và xã Tà Lại. Xã Đoàn Kết có 143,01 km2 diện tích tự nhiên và quy mô dân số 12.902 người.
    - Sáp nhập phần còn lại của thị trấn nông trường Mộc Châu và một phần xã Mường Sang vào xã Chiềng Hắc. Xã Chiềng Hắc có diện tích tự nhiên là 139,93 km2 và quy mô dân số là 8.213 người.
    - Sáp nhập một phần xã Mường Sang vào xã Chiềng Khừa. Xã Chiềng Khừa có diện tích tự nhiên là 101,89 km2 và quy mô dân số là 3.970 người.
    - Sáp nhập phần còn lại của xã Đông Sang và phần còn lại của xã Mường Sang vào xã Chiềng Sơn. Xã Chiềng Sơn có diện tích tự nhiên là 129,14 km2 và quy mô dân số là 10.371 người.

  - Sau khi thành lập, thị xã Mộc Châu có 1.072,79 km2 diện tích tự nhiên và quy mô dân số 148.259 người, có 15 đơn vị hành chính cấp xã, gồm 8 phường và 7 xã.
- Sắp xếp các đơn vị hành chính cấp xã thuộc huyện Thuận Châu:
  - Điều chỉnh một phần xã Phổng Lăng và xã Chiềng Ly vào thị trấn Thuận Châu. Thị trấn Thuận Châu có 18,20 km2 diện tích tự nhiên và quy mô dân số 13.280 người.
  - Thành lập xã Phổng Ly trên cơ sở phần còn lại của xã Phổng Lăng, xã Chiềng Ly và một phần xã Chiềng Bôm. Xã Phổng Ly có 55,79 km2 diện tích tự nhiên và quy mô dân số 8.878 người. Xã Chiềng Bôm có 66,51 km2 diện tích tự nhiên và quy mô dân số 5.080 người.
  - Sau khi sắp xếp, huyện Thuận Châu có 28 đơn vị hành chính cấp xã, gồm 1 thị trấn và 27 xã.
- Sắp xếp các đơn vị hành chính cấp xã thuộc huyện Phù Yên:
  - Thành lập thị trấn Quang Huy trên cơ sở toàn bộ thị trấn Phù Yên và một phần xã Huy Bắc, xã Quang Huy và xã Huy Hạ. Thị trấn Quang Huy có 14,84 km2 diện tích tự nhiên và quy mô dân số 23.157 người.
  - Sáp nhập phần còn lại xã Huy Bắc vào xã Huy Hạ. Xã Huy Hạ có 44,73 km2 diện tích tự nhiên và quy mô dân số 9.832 người.
  - Sáp nhập phần còn lại xã Quang Huy vào xã Suối Tọ. Xã Suối Tọ có 177,49 km2 diện tích tự nhiên và quy mô dân số 6.138 người.
  - Sau khi sắp xếp, huyện Phù Yên có 25 đơn vị hành chính cấp xã, gồm 1 thị trấn và 24 xã.
- Sắp xếp các đơn vị hành chính cấp xã thuộc huyện Yên Châu:
  - Sáp nhập một phần xã Viêng Lán và xã Sặp Vạt vào thị trấn Yên Châu. Thị trấn Yên Châu có 15,75 km2 diện tích tự nhiên và quy mô dân số 9.112 người.
  - Sáp nhập một phần xã Viêng Lán vào xã Sặp Vạt. Xã Sặp Vạt có 51,71 km2 diện tích tự nhiên và quy mô dân số 2.405 người.
  - Sáp nhập phân còn lại xã Viêng Lán vào xã Chiềng Pằn. Xã Chiềng Pằn có 53,57 km2 diện tích tự nhiên và quy mô dân số 4.476 người.
  - Sau khi sắp xếp, huyện Yên Châu có 14 đơn vị hành chính cấp xã, gồm 1 thị trấn và 13 xã.
- Sắp xếp các đơn vị hành chính cấp xã thuộc huyện Sông Mã:
  - Sáp nhập một phần xã Nà Nghịu vào thị trấn Sông Mã. Thị trấn Sông Mã có 15,04 km2 diện tích tự nhiên và quy mô dân số 12.516 người. Xã Nà Nghịu có 90,95 km2 diện tích tự nhiên và quy mô dân số 13.345 người.
  - Sau khi sắp xếp, huyện Sông Mã có 19 đơn vị hành chính cấp xã, gồm 1 thị trấn và 18 xã.
- Sắp xếp các đơn vị hành chính cấp xã thuộc huyện Quỳnh Nhai:
  - Thành lập thị trấn Mường Giàng trên cơ sở toàn bộ xã Mường Giàng. Thị trấn Mường Giàng có 67,97 km2 diện tích tự nhiên và quy mô dân số 11.832 người.
  - Sau khi thành lập, huyện Quỳnh Nhai có 11 đơn vị hành chính cấp xã, gồm 1 thị trấn và 10 xã.